# Tubular Bells II
Tubular Bells II es el decimoquinto álbum de Mike Oldfield, lanzado en 1992. El álbum - el primero con su nueva discográfica- se concibió como una secuela del disco Tubular Bells de 1973. A este le siguió Tubular Bells III en 1998.

## Desarrollo del álbum
La discográfica Virgin Records había estado presionando durante varios años a Oldfield para que publicara una secuela a Tubular Bells antes de que terminara su contrato con ellos, pero Oldfield estaba dudando si hacerlo o no. A pesar de todo, el penúltimo disco que hizo con Virgin, Amarok, fue más o menos una secuela conceptual de su disco de 1976 Ommadawn.
Para Tubular Bells II, Oldfield contó con la ayuda de Tom Newman, que también le había ayudado con el original y con Trevor Horn. "Early Stages" es una primera versión de lo que más tarde se convertiría en "Sentinel" se incluyó en la Cara B del sencillo "Sentinel".

## Comparación de Tubular Bells
Tubular Bells II sigue en parte la estructura musical de Tubular Bells. Se cogieron los temas del original y se recompusieron y se tocaron con más instrumentos. El resultado, un álbum con las mismas variaciones temáticas pero musicalmente nuevo. De hecho, muchos temas se pueden considerar como variaciones de temas de Tubular Bells, mientras que otros no tienen mucho que ver salvo las sensaciones que puedan generar. 
Si en Tubular Bells encontramos un tema recurrente, es a partir del final de "Sentinel" donde aparece un tema, siendo al final de "The Bell" donde se hace más notable.Y también, al contrario que el tema final de Tubular Bells, "Moonshine" es una composición original de Oldfield.
En 1998 salió una secuela, Tubular Bells III, y en 2003, grabó una nueva versión de Tubular Bells, Tubular Bells 2003.

## Maestro de ceremonias
El actor inglés Alan Rickman, fue el encargado de anunciar los instrumentos al final de la primera mitad. Y en el estreno en Edimburgo el papel lo interpretó John Gordon Sinclair.
En mezclas alternativas del tema "The Bell" lanzados como caras B, Bill Connolly y Vivian Stanshall interpretaron el papel de Maestro de Ceremonias. Y en versiones en otras lenguas, fueron MC Otto y MC Carlos Finaly quienes introdujeron los instrumentos en alemán y español respectivamente.

## Títulos de los temas
Algunos de los títulos se cogieron de los relatos cortos de Arthur C. Clarke, incluyendo "Sentinel" y "Sunjammer". Otros títulos pueden hacer referencia a la ciencia ficción o al espacio en general, como por ejemplo "Dark Star" y "Weightless". "Dark Star" es también el título de una película de ciencia ficción de John Carpenter, que salió en 1973, el mismo año de publicación de Tubular Bells.
En ocasiones Oldfield llamó a algunos de los temas de diferente forma, como por ejemplo una vez que en una entrevista en la BBC Radio 2 llamó al tema "Red Dawn" "Russian".

## Presentación del disco
El álbum vuelve a utilizar el mismo tubo metálico (representando a un tubo de campanas tubulares. Es de color dorado sobre un fondo azul, al contrario que el del anterior disco, en el que la campana es gris sobre un fondo marítimo. Ambas imágenes fueron hechas por Trevor Key.

## Conciertos en directo
El álbum se estrenó con un concierto en directo en el Castillo de Edimburgo el 4 de septiembre de 1992 con John Gordon Smith como Maestro de Ceremonias. El estreno en Norteamérica fue en el Carnegie Hall en Nueva York el 1 de marzo de 1993, a lo que le siguió una gira mundial (en España, el espectáculo pasó por Vigo, en agosto de 1993, y se utilizaron gaitas galegas en lugar de escocesas en la interpretación del tema Tatoo). Tras esto, Oldfield no dio ningún concierto más hasta la presentación de Tubular Bells III en 1998 y su "Then & Now Tour" en 1999.

## Reconocimientos
"Tubular Bells II" llegó al puesto #1 en el Reino Unido y en España y al puesto 5 de la lista de álbumes de New Age en 1992. El álbum consiguió estar 16 semanas en el n# 1. en el TopCharts de España. Con unas ventas superiores a los 500.000 álbumes (x5Pl). Siendo el álbum de mayor éxito desde los 90's hasta la actualidad. Las ventas globales se sitúan en más de 2 400 000 de álbumes en todo el mundo (1993) en categoría New Age.

## Lista de canciones
Todas las canciones están escritas y compuestas por Mike Oldfield.

## Lado 1
1. "Sentinel" - 8:06
2. "Dark Star" - 2:16
3. "Clear Light" - 5:47
4. "Blue Saloon" - 2:58
5. "Sunjammer" - 2:32
6. "Red Dawn" - 1:49
7. "The Bell" - 6:55

## Lado 2
1. "Weightless" - 5:43
2. "The Great Plain" - 4:46
3. "Sunset Door" - 2:23
4. "Tattoo" - 4:14
5. "Altered State" - 5:12
6. "Maya Gold" - 4:00
7. "Moonshine" - 2:20

## Personal
- Mike Oldfield – guitarra acústica, banjo, guitarra clásica, guitarra eléctrica, guitarra flamenca, glockenspiel, órgano Hammond, farfisa, mandolina, percusión, piano, sintetizadores, timbales, guitarra de doce cuerdas, voces, campanas tubulares, producción, ingeniero de grabación y mezclas
- Alan Rickman – Maestro de ceremonias
- Sally Bradshaw – voces
- Banda Celta – gaitas
- Eric Cadieux – programación adicional y procesamiento de sonidos digitales
- Edie Lehman – voces
- Susannah Melvoin – voces
- Jamie Muhoberac – Teclados adicionales, Efectos especiales y loops de batería
- Gaiteros del Departamento de Policía de Nueva York – gaitas
- John Robinson – batería en "Altered State"
- Tom Newman: Productor e ingeniero de grabación
- Trevor Horn: Productor
- Steve MacMillan: Ingeniero de grabación y mezclas
- Tim Weidner: Ingeniero de grabación
- Richard Barrie: Técnico

## Instrumentos musicales
Estos son algunos de los instrumentos que aparecen en el disco:
- guitarra eléctrica Fender Stratocaster
- PRS Custom Artist
- SintetizadorKorg M1
- SintetizadorEnsoniq SD1
- Sintetizador Kurzweil K2000
- campanas tubulares
- Violín - en "Moonshine"
- Órgano Farfisa en "Sentinel", "Dark Star", "The Bell" y "The Great Plain"
- Órgano Hammond en "Maya Gold", "Altered State" o "Tattoo".